# Heidenreichstein
Heidenreichstein is een gemeente in de Oostenrijkse deelstaat Neder-Oostenrijk, gelegen in het district Gmünd (GD). De gemeente heeft ongeveer 4600 inwoners.

## Geografie
Heidenreichstein heeft een oppervlakte van 58,41 km². Het ligt in het noordoosten van het land, niet ver van de grens met Tsjechië.

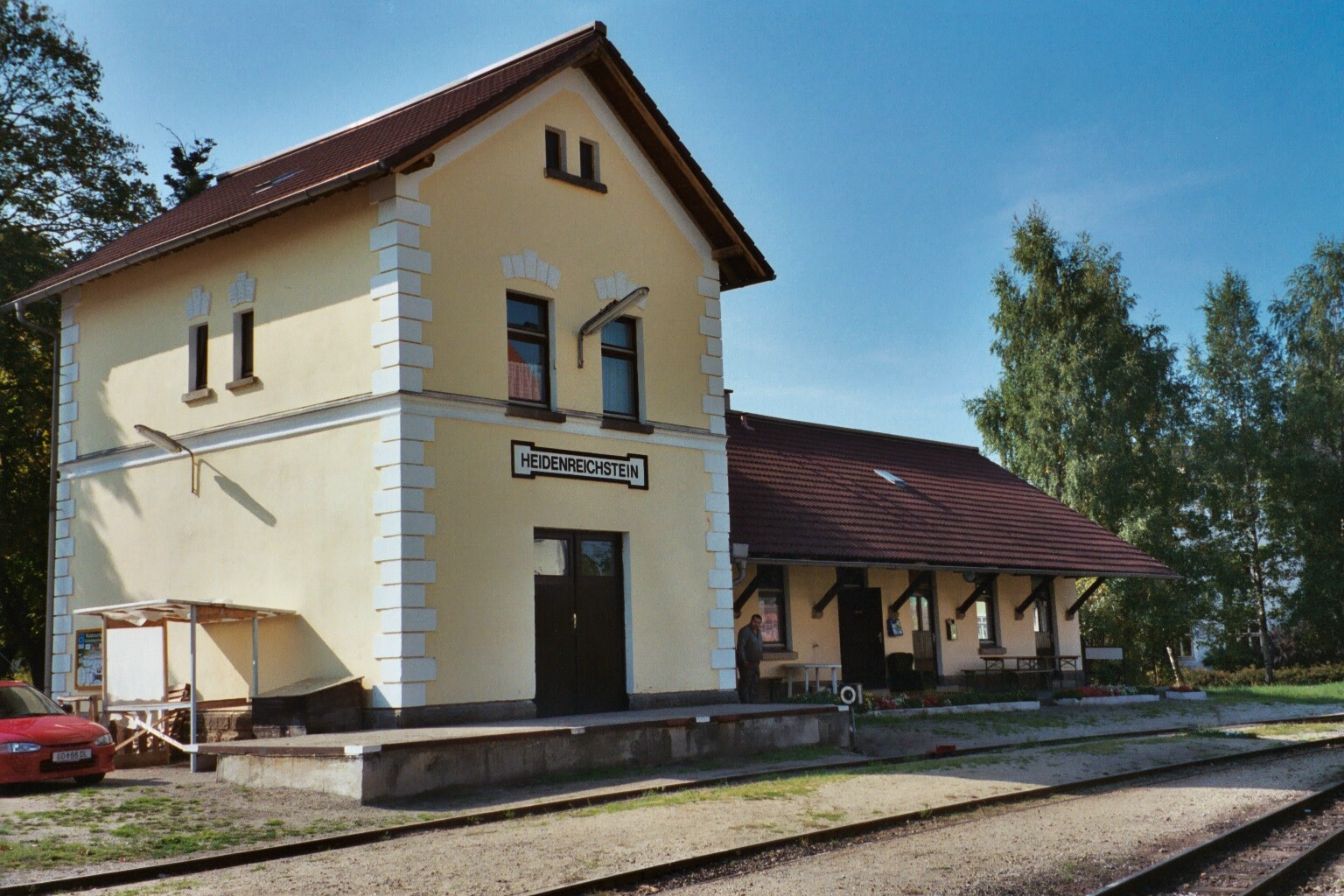
Station

Amaliendorf-Aalfang · Bad Großpertholz · Brand-Nagelberg · Eggern · Eisgarn · Gmünd · Großdietmanns · Großschönau · Haugschlag · Heidenreichstein · Hirschbach · Hoheneich · Kirchberg am Walde · Litschau · Moorbad Harbach · Reingers · Schrems · St. Martin · Unserfrau-Altweitra · Waldenstein · Weitra
- Gemeinsame Normdatei: 4482745-3
- MusicBrainz: a4f0bef4-f1c4-4432-91cc-fafccfb4fe1b
- Nationale Bibliotheek van Tsjechië: ge1123460
- Virtual International Authority File: 247821879
- WorldCat: E39PBJvt7xh898RCwqYMH9Xjmd